# الکساندر موسکالنکو
الکساندر موسکالنکو (به انگلیسی: Alexander Moskalenko) ژیمناست زادهٔ ۴ نوامبر ۱۹۶۹ میلادی اهل کشور روسیه است.